# HLA-B81

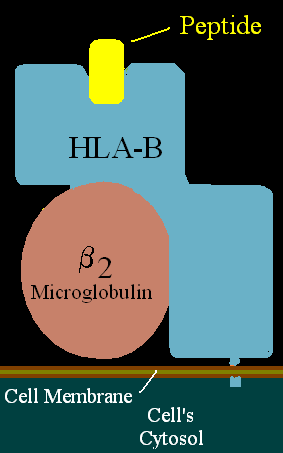

HLA-B81 هو نمط مصلي من مستضد الكريات البيضاء البشرية-ب.